# Marine de Loire

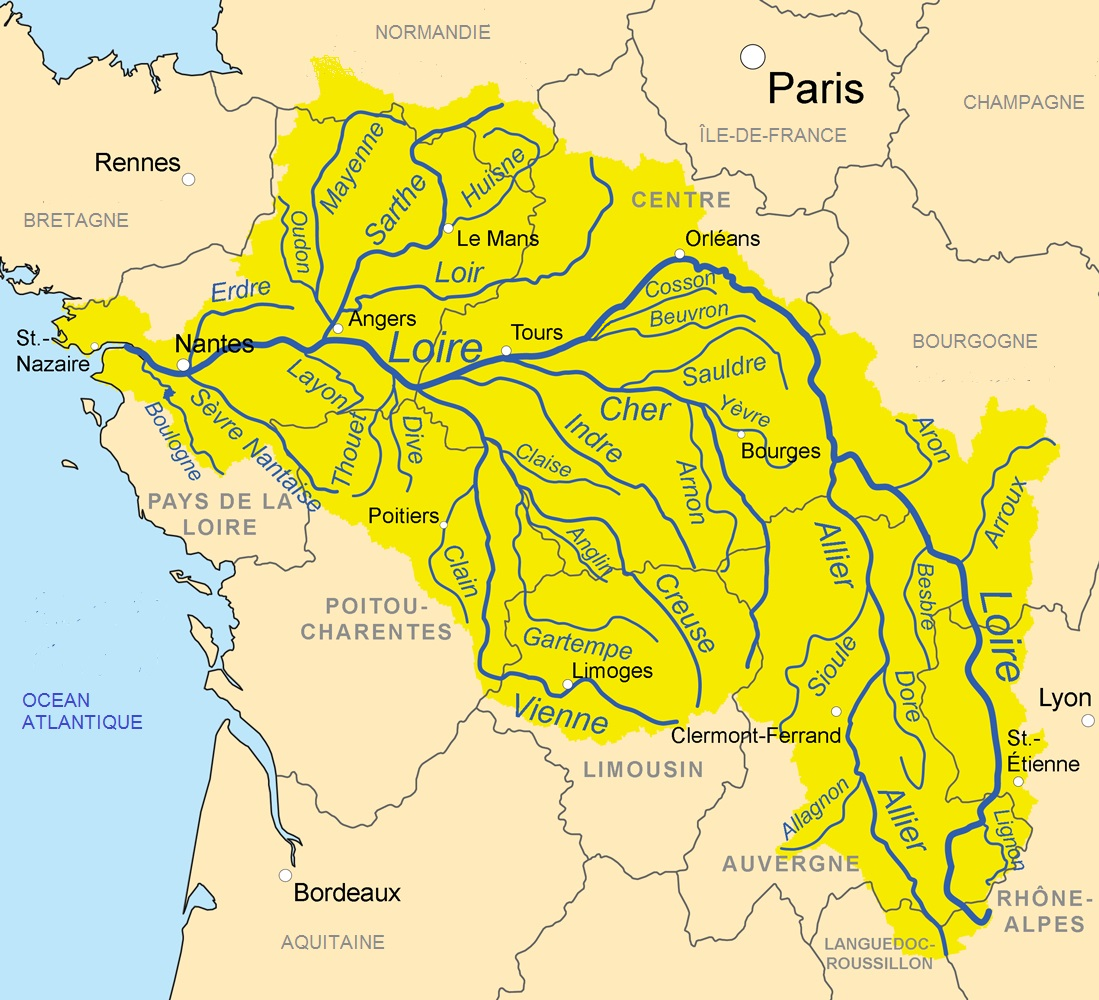
La Loire est le seul fleuve d'Europe à pouvoir être remonté à la voile sur près de 400 kilomètres. Orienté est-ouest sur cette distance, il permet à la remonte la navigation au portant de Nantes à Orléans grâce aux vents dominants d'ouest. Par la suite, en amont d'Orléans, le cours orienté nord-sud peut être remonté jusqu'à Roanne grâce au halage, humain le plus souvent. Jusqu'au début du XIXe siècle, la Loire, grâce à son bassin qui couvre le cinquième de la France métropolitaine et sa grande batellerie à voile, représente l'axe économique majeur du pays.

La marine de Loire concerne la navigation sur la Loire, fleuve français long de 1 013 km prenant sa source au mont Gerbier de Jonc à Sainte-Eulalie dans le département de l'Ardèche et se jetant dans l'océan Atlantique à hauteur des communes de Saint-Nazaire et Saint-Brévin-les-Pins dans le département de la Loire-Atlantique.

## La navigation
De la préhistoire jusqu'au milieu du XIXe siècle, la Loire est un important axe de navigation et de transport de marchandises et de personnes. En effet, jusqu'à récemment la Loire était considérée comme navigable et utilisée comme telle, de l'embouchure jusqu'à Saint-Rambert, dans la région de Saint-Étienne (département de la Loire). Les nombreux péages en attestent dès le XVIe siècle ; le petit port de Cleppé, dans la plaine du Forez, était déjà affermé au XVe siècle. 
Le fleuve commence à être flottable au village de Retournac, dans la Haute-Loire, à environ 37 km au nord et en aval du Puy-en-Velay ; à 50 km en aval de Retournac, près de Saint-Rambert, son débit devient suffisant pour « porter bateau ». Mais, jusqu'à Roanne, les gorges de la Loire, notamment la gorge des roches, rendent la navigation extrêmement dangereuse pour les meilleurs bateliers, impossible pour les autres. Pourtant, c'est par là que les bateaux des mines de charbon de Saint-Étienne descendent à Roanne ; de nombreux bateaux périssent dans ce défilé redouté. Le charbon (houille), et le bois sous forme de rambertes, sont les seules marchandises transportées sur cette section de la Loire.
Ce n'est qu'après Roanne que la Loire devient plus aisée à naviguer,. Elle ne devient pas pour autant garantie. Restent l'hydrographie médiocre de la Loire (les bateaux chargés à 30 t, nécessitant 1,30 m de mouillage, ne peuvent travailler que 186 jours en aval du confluent avec la Vienne (Candes-Saint-Martin) et 114 jours en amont jusqu'à Briare) ; l'instabilité chronique du fond du fleuve (il n'existe aucun itinéraire sûr praticable en permanence) ; les basses eaux d'été (en général de mai à octobre sur ce fleuve fantasque, dont les étiages suppriment plusieurs semaines du calendrier de navigation sur une grande partie du cours) ; les incidents de route dus aux trop longs délais de transport (les liens maintenant ensemble les éléments des radeaux et des trains, pourrissent ou se relâchent après un trop long séjour dans l'eau ; il faut alors tirer les radeaux au sec, refaire les liens et rajouter des futailles vides pour améliorer la flottaison ; car si les liens pourrissent les planches sont déjà trop imprégnées d'eau, et non content de moins flotter et d'occasionner un surcroît de travail, elles ont perdu de leur valeur) ; les multiples péages, d'un coût fort élevé en temps aussi bien qu'en argent ; sans compter, tout simplement, les brigands et les accidents.
Un danger important de la navigation sur la Loire est la desserre, la débâcle des glaces au printemps, un phénomène fréquent du XVIe au XVIIIe siècle conséquemment au petit âge glaciaire. Le curé de Saint-Denis-en-Val nous a transmis un témoignage oculaire saisissant de la débâcle de 1790 à Combleux : « Les glaces se fondent, s'amoncèlent, forment des digues impénétrables... Le 18 janvier... les eaux accrues par la fonte des neiges font effort contre ces montagnes insurmontables... les énormes glaçons rassemblés devant Combleux mettent obstacle au cours du fleuve qui soulève enfin cette masse énorme et la fait éclater avec une telle explosion que plusieurs maisons du bourg de Combleux sont renversées... Le fleuve monte vers sa source jusqu'à l'endroit de la levée qui est contre le château de Lisle et la ferme appelée la Haute Isle. Là il se fait un conflit entre les vagues montantes et l'immense quantité d'eau qui suivait son cours naturel, elle s'élève au-dessus de la levée qui se rompt à deux endroits, et la Loire se précipite dans le Val ». Encore faut-il tenir compte de ce que l'hiver cette année-là n'est pas le plus rude du XVIIIe siècle.
Quelquefois l'embâcle de glace (qui nécessite des températures inférieures à 6 °C) est tout aussi désastreuse : pour mémoire celles de 1517, 1589, 1676, 1684, 1688, 1689, 1691, 1709 et 1766. Cette dernière est, semble-t-il, la pire puisque ses effets se prolongèrent plus de un mois. Celle de 1854, la mieux connue, s'étendit sur plusieurs dizaines de kilomètres.

## Bateaux ligériens d'antan
Les données sur les bateaux de la Loire sont au mieux incomplètes et ce qui nous est parvenu manque la plupart du temps de clarté. Plusieurs raisons à cela : d'abord l'imprécision de l'ère pré-industrielle, alliée au manque de connaissance pratique des auteurs des écrits qui nous sont parvenus, ont fait que des bateaux différents sont appelés du même nom.
D'autre part, d'une région à l'autre ou d'une époque à l'autre, parfois même les deux, le même type de bateau peut porter des noms différents. Exemple de la complexité des noms en batellerie ligérienne : les trains, ou convois, sont appelés étipes en Basse Loire, eschegaux en Loire moyenne, bacquins vers l'Allier et la Dore, et éclusées sur les canaux de Briare ou d'Orléans.
Enfin, les aires d'utilisation des différents types de bateaux ne sont pas délimitées au cordeau : elles se chevauchent en partie et les délimitations entre les différentes zones restent floues. Sauf cas particulier comme les péniches de canal, nous ne pouvons tracer qu'un tableau général des répartitions des types de bateaux.

### Bassin inférieur
Dans son bassin inférieur, la Loire porte des gabarres, des chalands, des saumuroises, des sainte-rambertes (ou salembardes par déformation du nom)), des toues et des pillards, en majorité à fond plat caractéristique de la batellerie fluviale. On trouve également des scutes qui remontent jusqu'aux Ponts-de-Cé pour transporter les vins d'Anjou. Ils sont alors partiellement pontés.
Les chalands ont un grand mât abattable pour passer sous les ponts, et une voile carrée pour prendre le vent d'ouest dominant de Nantes à Orléans. En amont d'Orléans ils doivent avoir recours au halage.
Les saumuroises ou « culs-de-poule », et les nantaises, sont des chalands dont l'étrave (l'avant) est pointue (et non en sifflet) et la poupe (l'arrière) arrondie (et non en tableau).
Les toues en Basse Loire coûtent quelques dizaines de lives tournoi au XVIIIe siècle. On rencontre les termes « grande toue » et « petite toue ». Elles ne sont pas mâtées, malgré des confusions de la part de quelques notaires peu versés en langage de marine fluviale. Les seules toues mâtées sont les toues cabanées dont se servent les pêcheurs, car le dispositif pour relever le carrelet s'articule sur le mât en portique. Elles ont des attributions variées, pouvant être aussi bien des bateaux de service entretenant les balisages ou reconnaissant les chenaux devant un convoi, que des bateaux de charge pour les transports légers ou plus rapides.

### Sous-bassin de laMaine

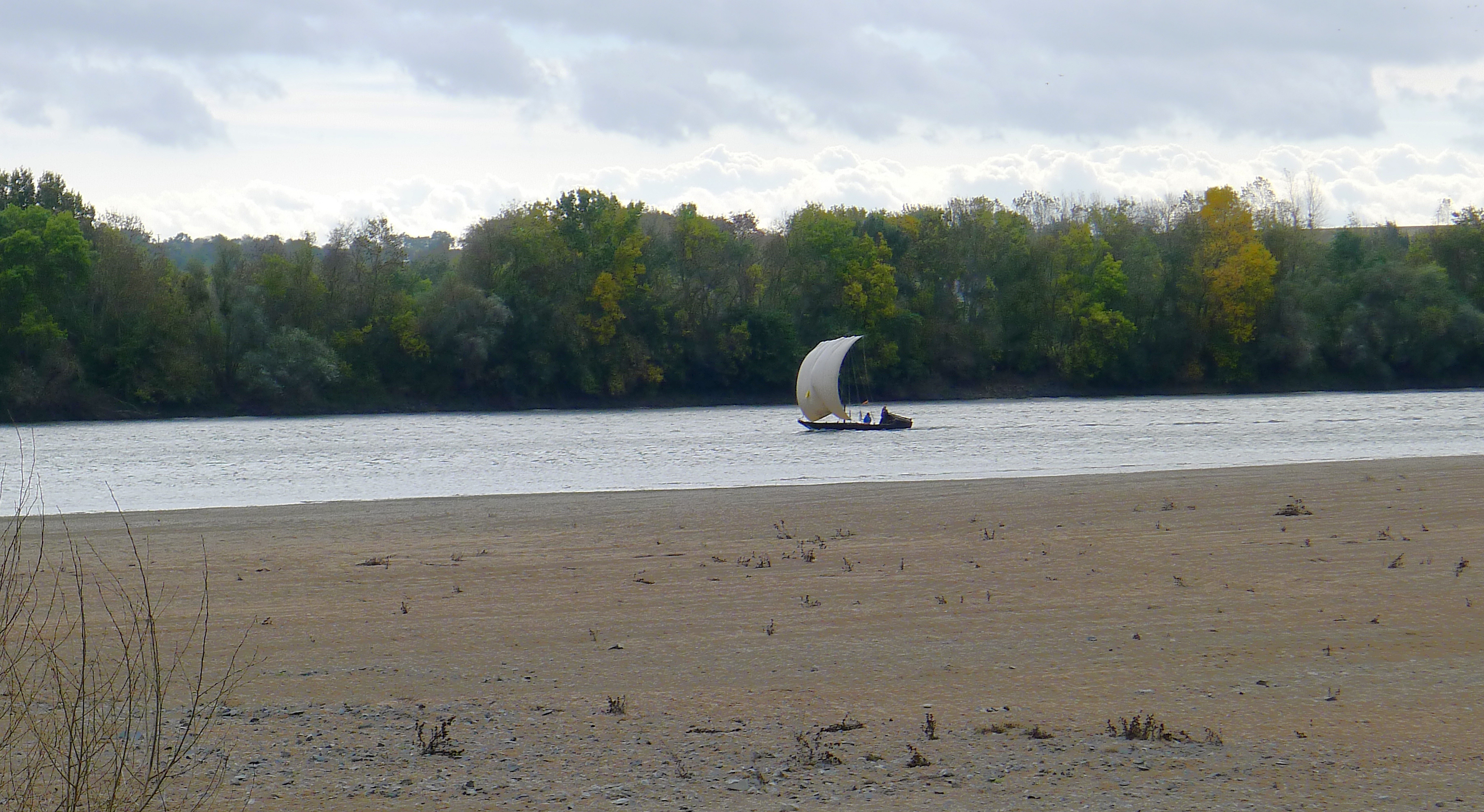
Petite gabare remontant la Loire à Béhuard (Maine-et-Loire, 2014).

Encore appelé le « pays des trois rivières », on y voit des auriers, des gabarres, des hannequins et des futuraux ou fûtreaux.
Les fûtreaux sont de petits bateaux pour les déplacements locaux des pêcheurs et des riverains. Leur longueur maximum est de 10 m.
Les hannequins mesurent 18 m et plus, et sont de petits bateaux de charge en usage sur la Mayenne, la Sarthe et le Loir. Ils descendent au fil de l'eau et remontent par halage.
Les gabarres peuvent atteindre 30 m de long, 4,5 m de large, 1 m de tirant d'eau, et 60 à 70 tonneaux de port. Les auriers sont de grandes gabarres de 32 ou 33 m de long pour un tirant d'eau à charge de 1,5 m au plus. Gabarres et auriers sont munies d'un piautre (type de gouvernail triangulaire), et leur proue (l'avant) est en bec de flûte. Ils sont généralement construits en chêne pour durer 15 ans et plus malgré des conditions de navigation souvent hasardeuses (portes marinières souvent détériorées, et lors des remontées le halage à treuil lorsque le courant est trop fort pour le halage à  bras).

### Cours moyen
Sur le cours moyen de la Loire, on trouve les cabanes et les sapines cabanées, les bateaux percés encore appelés bascules ou basouilles, des gabarots, des chalands, des toues, des berrichons. Des flûtes de Bourgogne sont mentionnées, sans plus de renseignements.
Les bascules sont des bateaux-viviers aménagés en compartiments pour séparer les différentes espèces et tailles de poissons vivants destinés aux grandes villes. Ces bateaux sont très répandus vers Nevers et Orléans, particulièrement avant le Carême ; ils transportent la pêche des étangs solognots, gâtineaux, nivernais et berrichons.
Les sabliers de Beaugency utilisaient des gabarots d'une douzaine de mètres de long, non mâtés, mûs à l'aide du bâton de marine (qui servait également à explorer les bancs de sable). La majorité de ces chalands étaient fabriqués à Vierzon, dont les charpentiers fournissaient les bateliers du Cher et les canaliers du Berry.
Ce que les mariniers de Loire moyenne appelaient des toues, s'apparentait à une simple barque. Elles mesuraient de 4 à 6 m, rarement 7 m. Leur largeur était toujours de 1,30 m. Leurs bordées étaient faites de deux planches ajustées côte à côte de la même façon que les douelles d'un tonneau, le joint étant nécessairement au-dessus de la ligne de flottaison. Il n'y avait pas de calfatage, le bateau n'ayant pas à affronter les vagues de la mer. Il y avait généralement un coffre sous le banc de poupe. Le bordage était fait de sapin de la forêt d'Orléans, les membrures de chêne de la forêt du Tronçais (le chêne orléanais ne convenant pas).
Les berrichons étaient des bateaux étroits (2,30 m à 2,60 m, sur 24 à 27,50 m de long) conçus pour les écluses de petit gabarit du canal de Berry. Si leur largeur n'excédait pas 2,50 m, ils pouvaient s'engager de front, sans risque, dans les écluses du canal d'Orléans. On fabrique aussi des toues et autres sapines en Moyenne et Basse Loire, de meilleure construction que celles des hauts pays qui sont elles tout en sapin et en principe vouées à la destruction après un rude voyage,.

### Pays hauts
Dans les pays hauts, on retrouve encore des toues et des futuraux à côté des recettes, des auvergnates (sapines fabriquées en Auvergne, sur le haut Allier dans les environs de Jumeaux), des rambertes (encore appelées saint-rambertes ou salembardes par déformation du nom précédent, ce sont à l'origine des sapines foréziennes de Saint-Rambert), et des roannaises (sapines foréziennes de Roanne).
Les rambertes font, en général, 29 m (88 pieds) de long (selon d'autres, leur longueur varie entre 10 et 25 m, soit 30 à 72 pieds), 3,50 m (11 pieds) de large, et les clayonnages qui sur-élèvent les bordées permettent de charger jusqu'à 40 t, parfois 50 t. Elles sont calfatées avec de la mousse, dont il est fait une récolte intensive.
Auvergnates, rambertes, roannaises ou autres, tous les types de sapines sont des bateaux en sapin, en forme de caisse allongée, longs (20 à 25 m) et étroits (environ 3,2 m au fond), bas sur l'eau, et de très faible tirant : approximativement 70 cm à pleine charge, 25 cm à vide. Ils n'ont pas de quille, pour faciliter le désengagement en cas d'engravement sur des hauts-fonds. Les sapines sont mues par le courant et dirigées à l'aide de bâtons de marine ou bâtons de quartier appelés patouilles en Auvergne, grandes perches ferrées au bout et pesant 50 kg et plus.
Ces sapines ont été construites par milliers, car elles servaient à transporter le bois dont on les fabriquait autant qu'à transporter leur cargaison de charbon stéphanois, de vins, céramiques et autres produits foréziens jusqu'à Paris ou Nantes. La plupart étaient démantelées au terme de leur unique voyage en baissant (vers l'aval), vendues comme bois de charpente ou de chauffage ; certaines étaient réutilisés localement après avoir été consolidées. Leur trafic a duré de 1704 à 1860, date à laquelle le chemin de fer devient prépondérant et les remplace.
Les cabanes sont des sapines pontées et dotées d'un habitacle rudimentaire pour le transport de passagers ; la plupart d'entre elles aussi n'ont connu qu'un seul voyage.
Les toues et les recettes des pays hauts sont des variantes de sapines, plus petites et plus maniables que les précédentes. Elles sont fréquemment renforcées pour prolonger leur usage, et c'est parfois aussi le cas pour des cabanes ; c'est pourquoi on trouve ces bateaux en grand nombre en Moyenne et Basse Loire où, leurs jointages dûment étayés, ils sont considérés pérennes.

### Canaux
Sur les canaux Loire – Seine, la longueur des sas de toutes les écluses est d'environ 26 m pour le canal de Briare, 30 m pour celui d'Orléans. Les canaux eux-mêmes mesurent de 24 à 30 pieds de large, avec des évidements espacés pour permettre aux bateaux de se croiser. La taille de ceux-ci est donc forcément limitée, mais un bateau de canal, grâce à un enfoncement supérieur, porte néanmoins plus qu'un bateau de Loire. Les bateaux de la Compagnie du Canal de Briare sont longs de 20 à 25 m et ne se déplacent que par halage. Il faut deux haleurs, un de chaque côté du canal, et, lorsque le bateau est vide, ce sont souvent des enfants jusqu'en 1845. L'utilisation de voiles est strictement interdite de peur d'accidents et donc d'embouteillage du trafic dus à de fausses manœuvres. Les seuls bateaux autorisés sur le canal, autres que les bateaux contractuels, sont les bascules, les toues et les recettes.

### Équipement des bateaux
Dans les pays hauts, c'est l'assemillage. Les sapines ont : des cordages de longueur, diamètres et fonctions précises (chevêtres, verdons, commandes, et pour l'ancre des sonnettes) ; des ancres d'un type particulier : leur  jas a longtemps été en bois, elles pesaient de 30 à 40 kg, et possédaient un anneau à leurs deux bouts ; des bâtons de marine, ou patouilles en chêne ou en châtaignier, avec leurs cordes d'arrêt ou licans et leurs ferrures diverses ; des perches ordinaires ; des écopes.
La plupart des bateaux de la Loire sont pourvus d'une bourde, longue perche ferrée servant à bournoyer en mortes-eaux : le batelier va-et-vient sur la longueur de son bateau, pesant ce-faisant sur la bourde et s'appuyant sur le lit de la rivière, poussant ainsi son bateau. Bournoyage et halage (la tire) sont les deux recours du marinier quand manquent le vent et le courant.
Enfin, chaque marinier porte à la ceinture le hachou ou digoin, un outil à manche court, mi-hachette mi-marteau, fabriqué dans la région de Digoin. Les mariniers chevronnés ont leur cassette, à leur marque, contenant tous les outils usuels dont la liste est quasi identique à celle des outils de charpentier à bateau.

## Historique de la marine

### Depuis le néolithique jusqu'auXVIIIesiècle
Depuis le néolithique, les fleuves les plus importants comme la Loire ou les plus modestes rivières, facilitent le transport fluvial des marchandises lourdes, à l'aide de radeaux de rondins assemblés ou à flotteurs d'outres, de pirogues monoxyles, d'embarcations de peaux assemblées sur une carcasse légère ou de barges. Plus long fleuve de la France, la Loire qui draine un bassin couvrant un cinquième de la superficie de la France métropolitaine, constitue un réseau navigable d'une grande diversité et densité.
Dans la Gaule, déjà avant l'occupation romaine, des nautes (armateurs, négociants et bateliers) descendent la Loire ou la remontent à la voile, transportant du sel provenant de la région de Nantes, du vin, et de nombreuses denrées. Ils sont organisés en une corporation, la « Patrono Nautarum Ligericorum » qui exerce le monopole de la navigation dans le bassin de la Loire. C'est peut-être dans ce collège que s'associent les plus riches bourgeois des villes ligériennes pour former une hanse, la « communauté des marchands fréquentant la rivière de Loyre et autres fleuves descendant en Ycelle » qui existe peut-être depuis 1215, et qui acquiert un monopole analogue au Moyen Âge, les bateliers devenant des transporteurs au service de ces marchands des villes. À l'image de la Ligue hanséatique ou des échelles du Levant, cette association de dizaines de villes assure la libre navigation aussi bien physique que juridique, s'efforçant en vain de supprimer les droits de péage arbitraires, d'étape, d'échelle (transbordement) prélevés par les seigneurs et les villes, constituant une entrave à la navigation intérieure. La communauté dispose de ressources, le droit de boîte, qu'elle prélève sur quelques marchandises et en des lieux précis (La Charité, Saumur et Angers). Elle voit son rôle décliner avec la centralisation monarchique et est dissoute en 1787. À partir du XVIIe siècle, l'État fait aménager des canaux de jonction entre les différents bassins fluviaux, ce qui permet à la batellerie de Loire de connaître son apogée au XVIIIe siècle. La vitesse, le coût, la qualité et la sécurité du transport fluvial sont en effet supérieurs à celui par la voie terrestre (chaos de la route, brigandages des chemins…) jusqu'à cette époque.

### XIXesiècle: batellerie à vapeur et déclin

#### Les «vapeurs»

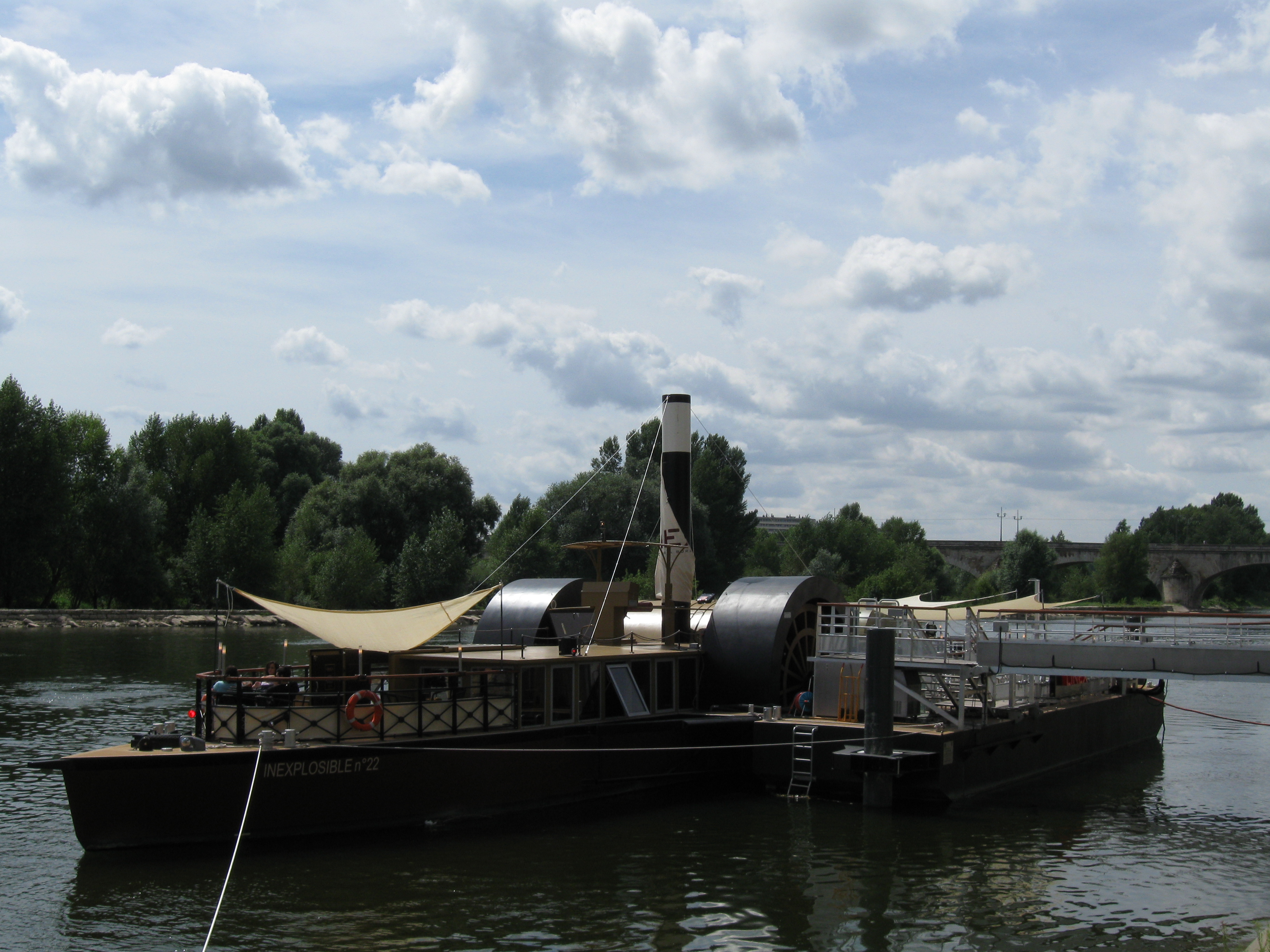
L'Inexplosible n° 22, bateau-restaurant d'Orléans, dont la forme et les dimensions sont inspirées d'un bateau de Loire à vapeur à aubes du XIXe siècle

Le premier bateau de ce type sur le fleuve est lancé en juin 1822. Il s'appelle La Loire et est destiné à faire la navette entre Nantes et Angers. À partir de 1825, d'autres bateaux remontent ainsi jusqu'à Orléans. Destinés au transport des personnes et des marchandises, ils font fortement concurrence à la marine traditionnelle. Il s'agit essentiellement de bateaux à aubes, à fond plat, avec une cheminée inclinable (pour passer sous les ponts). De nombreux accidents ont émaillé l'histoire fluviale, dont plusieurs explosions de chaudière.
En 1837, la conception des chaudières est modifiée, donnant naissance aux bateaux appelés Inexplosibles, dont une première compagnie se fixe à Orléans. Ils sont longs d'une quarantaine de mètres avec un tirant d'eau inférieur à 20 cm. La chaudière, centrale, permet de mouvoir deux roues à aubes latérales. La compagnie, qui couvrait tout le cours navigable de l'Allier et de la Loire, dit avoir transporté 43239 personnes de 1843 à 1845. Mais leurs horaires n'étaient ni pratiques, ni garantis : le service quotidien de Moulins à Nevers-Decize partait à 5 ou 6 heures en hiver, et prenait 11 heures « en baissant » (vers l'aval) et 13 heures « en remontant » - si le bateau arrivait, ce qui n'était pas le cas s'il s'engravait et les voyageurs étaient alors priés de se débrouiller par eux-mêmes.
Le débit irrégulier du fleuve limitait fortement la circulation, en particulier la remontée de celui-ci, qui pouvait être cependant aidée par le halage des bateaux. Le trajet Orléans-Nantes dure deux jours et la remontée trois. En amont, le bateau pouvait rejoindre Nevers en deux jours supplémentaires.

#### L'arrivée du chemin de fer
En 1827 est construite la première ligne de chemin de fer en Europe continentale, reliant les mines de Saint-Étienne au port d'Andrézieux sur les bords de la Loire. 
En mai 1843 s'ouvre la ligne de chemin de fer Paris-Orléans. Les inexplosibles servent alors encore à rejoindre les autres villes ligériennes. La fin des années 1840 voit l'arrivée du train à Tours, Angers, puis Nantes, mettant fin au transport fluvial des passagers. Les compagnies de bateaux à vapeur qui n'ont pas encore lâché sont rachetées par la compagnie de chemin de fer Paris - Orléans en 1846. Le dernier trajet couvert par les Inexplosibles est la navette Nantes - Paimbœuf, avec quelques tentatives avortées pour ressusciter la section Angers - Nantes. Le transport des marchandises va survivre quelque temps, l'un des derniers bateaux en service étant le Fram qui a navigué jusqu'en 1918.
N'ayant été en usage régulier sur la Loire que pendant une trentaine d'années, les « vapeurs à roues » ont pourtant frappé l'imagination de ceux qui les vivaient au quotidien et sont entrés à part entière dans la mémoire collective des ligériens. Paul Grivot, plus connu sous le nom de Paul Germigny, tonnelier et poète à Châteauneuf-sur-Loire, est avec Charles Marchand et d'autres l'un de ceux qui ont célébré les Indestructibles dans leurs écrits.
Une reconstitution d'un Inexplosible est visible sur les quais d'Orléans depuis l'été 2007.

#### Le déclin de la batellerie
Extraordinairement florissant jusqu'au XVIIIe siècle, le trafic ligérien est d'abord altéré par l'amélioration de l'état des routes. À cette époque, le trafic commence à diminuer légèrement (mis à part la curieuse augmentation des transports de sucre non raffiné vers Orléans) ; mais ce changement est surtout marqué par une réduction de l'éventail des marchandises transportées consécutive à la baisse des transports de certaines marchandises fragiles au profit des pondéreux.
Par contre, l'arrivée du rail, aussi pratique, beaucoup plus rapide et moins cher que le bateau, signe la fin des transports fluviaux. En effet, en 1819, le prix du transport par la Loire est de 0,13 francs par lieue en baissant, 0,38 francs en montant (le portage par le fil de l'eau demandant moins de travail que le halage ou la remontée à la voile) ; et par la route de 0,73 francs. Il en coûte 8,25 francs pour transporter un tonneau de vin d'Orléans à Paris par le canal d'Orléans et 13,50 francs par la route. Moins de 20 ans ont suffi pour faire perdre son avantage à la Loire : en 1838, la tonne de houille est transportée pour 0,46 francs du km par bateau, et pour 0,16 francs du km par train. La conséquence sur le trafic ligérien est l'inévitable déclin.

### LeXXesiècle
Jusqu'en 1991, des pétroliers remontaient de Donges à Bouchemaine, à l'embouchure de la Maine, près d'Angers,. Aujourd’hui, ce trafic commercial a totalement cessé. La Loire n'est plus navigable actuellement par les hauturiers que dans son estuaire.

### La renaissance de la navigation ligérienne
Depuis le début des années 1990, un puissant mouvement de regain d'intérêt pour ce patrimoine a conduit de nombreuses associations, aidées par des archéologues nauticiens comme François Beaudouin, à reconstruire aussi fidèlement que possible ces anciens bateaux tel le scute de Savonnières. Parmi les festivités sur le thème de la Loire, a lieu tous les deux ans en septembre à Orléans un grand rassemblement de ces « vieux gréements » de Loire.
Pendant dix ans, de septembre 2002 à juin 2012, France 3 Centre a contribué à faire découvrir la Loire grâce à son émission Chroniques de Loire diffusée tous les vendredis midi et à 19h00. L'émission s'est arrêtée lors du départ à la retraite du créateur et journaliste de ces Chroniques, Yann Perrier.
Depuis le 4 avril 2015, le navire de croisière Loire Princesse est exploité au départ de Nantes, pour des croisières de six ou huit jours, l’emmenant de Saint-Nazaire jusqu’à Bouchemaine. Il s’agit du premier bateau assurant une navigation commerciale sur la Loire depuis un siècle et l’arrêt de celle-ci lors de la Première Guerre mondiale

## Histoire du fret et du trafic

Carte des principaux bassins hydrographiques de la France métropolitaine. Le seuil de Tarare, avec le cours supérieur du Rhins, affluent de la Loire, et la vallée de la Turdine, sous-affluent de la Saône, facilite depuis des millénaires les liaisons entre les deux bassins fluviaux de la Loire et du Rhône.

Jusqu'au XVIe siècle, tout passe par le fleuve là où le fleuve est. À partir du XVIe siècle, les routes commencent à s'améliorer, et amorcent une tendance qui ne fera que s'accentuer : les pondéreux prennent de plus en plus d'importance dans le trafic fluvial, tandis que les marchandises en quantités relativement réduites, et celles délicates qui demandent une rapidité de transport, transitent de plus en plus par les voies de terre. 
De l'Auvergne jusqu'à Orléans, le trafic en baissant est très largement majoritaire : le sel de l'impôt et l'ardoise angevine sont les principaux frets réguliers à remonter la Loire, et à peu près les seuls à le faire au-delà d'Orléans. En aval d'Orléans, le trafic en montant croît à mesure que l'on s'approche de l'embouchure.
Le développement du trafic engendre une croissance considérable pour de nombreuses communautés riveraines. De grandes villes naissent le long de la Loire : Nantes, Saint-Nazaire, Orléans, Nevers... Roanne sert de port de jonction vers le Rhône, Lyon et le sud, grâce à une liaison terrestre à travers le seuil de Tarare. Ports et villes-chantiers se développent tout le long de la Loire y compris en Loire supérieure : Brassaget, Digoin, Saint-Rambert, Saint-Just, Puy-Guillaume (embarquement de sapins), Le Veurdre, Moulins, Maringues, Saint-Agnan (chargement des fers produits à Guérigny ou Fourchambault), La Charité, Pont-du-Château, Ris, Billy... La population de Puy-Guillaume est multipliée par quatre entre la fin du XVIIe siècle et le début du XVIIIe siècle. Celle de Saint-Rambert (qui à cette époque n'inclut pas celle de Saint-Just), d'environ 2 000 âmes à la fin du XVIIe siècle et 2 350 âmes 100 ans plus tard, ne comprend aucun charpentier de bateaux au tout début du XVIIIe siècle ; en 1775, on en compte 27 % parmi les pères de famille, et 200 ouvriers de bateaux en 1790. Leur quartier, en contrebas de la ville et vite dénommé « Les Barques », est d'ailleurs détruit par une crue de la Loire en 1789 qui emporte plus de 100 maisons.

### Le vin
La Loire a été appelée « le fleuve du vin » ; à l'examen le nom semble justifié. Le vin n'est pas seulement une marchandise : c'est toute une culture au sens ethnique. C'est sur le vin seul que porte la navigue, un droit de navigation destiné à financer les travaux d'entretien sur la Maine dès le début de ces travaux au XVIe siècle. Les bateaux transportant du vin, de même que pour les fruits, ont priorité sur les canaux desservant la Loire. Les ports de la Loire devaient, par charte royale, rester ouverts pendant la saison de vendange (XVIIIe siècle au moins).
L'impressionnante domination du vin comme marchandise sur l'ensemble de son bassin, mérite quelques détails sur le contexte. D'abord, d'où vient tout ce vin :

En haute Loire, le vin sert généralement de complément de fret aux cargaisons de charbon. Ce dernier étant chargé principalement à Saint-Rambert, Andrézieux, Brassac, Jumeaux... où les conditions de navigation imposent une demi-charge. Les mariniers chargent du vin à Roanne ou plus en aval – dès que la tenue d'eau leur permet de naviguer à charge complète. À Roanne, ce sont soit les vins des côtes de Renaison, soit le Beaujolais proche, soit des vins de « Rivage » remontés du Vivarais à dos de mule. Un peu plus en aval mais toujours en Auvergne, des Martres de Veyre à Châtel-de-Neuvre, on charge les vins du « pays des buttes », de mauvaise qualité mais recherché pour son bas prix par les bistrotiers de Paris. Ensuite, les bateaux chargent les Pouilly, Sancerre et autres Saint-Pourçain : en 1784, un seul marchand expédie 1 500 pièces de Pouilly (plus de 8 000 hl). En 1819, 30 000 poinçons de vins d'Auvergne et du Bourbonnais descendent de l'Allier uniquement. 11 700 poinçons de vin « passent debout » (en transit) à Nevers au cours des trois premiers mois de 1782. Avant même d'arriver aux vignobles du Val de Loire, c'est déjà beaucoup de vin – dont peu de qualité sur cette quantité.

Arrive l'Orléanais. L'académicien Mignot de Montigny écrivait en 1752 :
« En sortant d'Orléans on traverse un vignoble immense, étendu dans une vaste plaine. Il s'avance dans l'espace de plus de quatre lieues sans interruption, au bord de la Loire jusques et par delà Cléry... ».
Depuis les closeries de Tavers jusqu'à Châteauneuf, c'étaient des vignes à perte de vue. Or, ce n'est pas la seule grande étendue de vignes le long de la Loire : il y en a tout autant presque tout le long de la vallée de moyenne et basse Loire : Touraine, Anjou, Vouvray, Saumur, Bourgueil... la liste est longue et les vins de qualité nombreux – à côté d'un océan de piquette[non neutre] qui multiplie les arrivages en provenance des hauts pays. 
Pourquoi autant de vin ?

Parce que la vallée de la Loire elle-même est un milieu prédisposant : les crues du fleuve fertilisaient ses abords juste à point pour la vigne (là où il n'y a pas de digues), et le climat y est également à point.
En résultat, le Val de Loire, et en particulier à partir d'Orléans vers l'aval, produisit entre autres ce qui fut pendant plus d'un millénaire considéré comme le meilleur vin de France : l'auvernat, un pinot noir importé de Limagne via la Loire avec détour par l'Auvergne. Déjà un préféré des romains puis des capétiens, Henri Ier, Louis VII, Philippe Auguste, saint Louis, Charles VII, Louis XI, Louis XII, Louis XIII et bien d'autres, de nombreuses couronnes françaises et étrangères favorisent également ce vin, plus cher que le bordeaux. Théodulf, évêque d'Orléans, est fait saint patron « père des vignes » du vignoble orléanais : c'est sur son ordre que la vigne fut plantée jusque sur le parvis de l'église Saint-Euverte et autour des remparts ; jusqu'à la fin du XIXe siècle un clos de vigne attribué à Charlemagne est sis le long des remparts. Sous Louis XI il est de mode, chez les gens aisés, de posséder une « folie », un clos de 3 ou 4 arpents en Val de Loire en général et en Orléanais en particulier. François Ier fait déboiser une partie de la forêt des Loges, ainsi que de la Sologne, dans le but spécifique d'y planter de la vigne. La cour d'Angleterre en achète autant que la cour de France. L'engouement pour le vin du Val de Loire, commencé avec les romains, ne s'éteint que lorsque l'auvernat y est supplanté par le gris-meunier de plus gros rendement et moindre qualité. Ce changement s’amorce au XVIIe siècle avec la mise en service des canaux de Briare et d'Orléans ouvrant la circulation sur Paris (1642 pour Briare, environ 50 ans après pour Orléans). 
Une telle longévité de faveurs si prestigieuses, ne peut que marquer l'économie locale, ses voies de transit au-delà, et les économies des régions avoisinantes. Détail à rappeler : sauf exceptions, les gens d'alors ne boivent de l'eau pure que quand ils y sont forcés ; leur boisson quotidienne est, en pays de vigne, le vin fortement coupé d'eau (le cidre en pays de pommes, ailleurs c'est la freinette (à base de frêne) ou autres concoctions faites maison),. Il se boit donc bien plus de vin que de nos jours, ce qu'il faut garder en toile de fond de l'évolution du commerce du vin.
Les canaux de Briare puis d'Orléans ont ouvert le marché parisien aux vins véhiculés sur la Loire, au XVIIe siècle. Les producteurs vont rapidement multiplier leurs surfaces de vigne. Et comme le coût de transport n'est pas trop élevé, ils choisissent la quantité sur la qualité  – du mauvais vin certes, mais de bons revenus. Cette époque voit une croissance massive du vignoble en amont à partir de l'Orléanais : la bannie de Nevers a 9 000 œuvres à elle seule en 1768.  

C'est donc vers Paris que s'écoulent dès lors ces flots de vinasse[non neutre]. Les grands crus, eux, sont produits principalement à partir d'Orléans vers l'aval (nonobstant les vins de Beaune, Pouilly, Sancerre et autres précités qui eux doivent payer encore plus de transport pour le même résultat) et s'en vont presque exclusivement à l'exportation, par Nantes : leur prix de vente leur permet seuls de supporter le coût prohibitif des droits de douane à Ingrandes. On vient d'ailleurs en chercher une partie pas trop loin : des hollandais remontent la Loire jusqu'au Ponts-de-Cé, chaque année, pour embarquer du vin de Saumur. Ils accostent aux pontons du quartier de Saint-Aubin, dont la grande largeur permet le transvasement du vin dans leurs barriques. Entre 1762 et 1766, ils emmènent ainsi 48 000 pièces, soit 250 000 hl, de bons vins de la région. Les vins produits plus en amont (Touraine, Orléanais, Bourgogne...) doivent payer à Saumur un droit de cloison de 10 sols par pipe de 5 hl ; il en passe donc beaucoup moins.

### La houille
Le transport de 'charbon de terre' sur la Loire concerne surtout la houille du Forez d'une part, du Bourbonnais et d'Auvergne d'autre part – c'est-à-dire des hauts pays de la Loire et de l'Allier. C'est donc une marchandise uniquement avalante, qui approvisionne jusqu'à Nantes toutes les villes sur le cours de la Loire.
À partir de 1664, un droit de douane de 24 sols par baril sur les charbons anglais rend compétitif le charbon français. Paris devient alors un autre débouché pour ces charbons, qui peuvent dorénavant assumer le coût du passage sur le canal de Briare. En conséquence, de nouvelles mines sont ouvertes et c'est bientôt le début de la série de gros travaux d'aménagement du cours de la Loire supérieure que commence la compagnie La Gardette.
Le transport de charbon par la Loire va perdurer jusqu'après que les charbons du nord de la France, utilisant le canal de Saint-Quentin mis en service en 1776, ne viennent concurrencer ceux des hauts pays liguriens. En 1802 (An X), ce sont 41 000 t de charbon qui passent sur « la rivière » en provenance du Puy-de-Dôme et des départements de l'Allier et de la Haute-Loire; 20 000 t en 1820 ; de 25 000 t à 28 000 t en 1827. Le péage de Pont-du-Château enregistre 1000 bateaux de houille fin XVIIe siècle, et deux fois cette quantité 100 ans plus tard. Le Forez, lui, fournit tant le côté rhodanien que ligérien ; Saint-Rambert-sur-Loire, Andrézieux et Saint-Just-sur-Loire expédient environ 35 000 t de houille par an à la fin de l'Ancien Régime ; à peu près 70 000 t en 1810 ; 88 000 t en 1822 ; et 115 000 t en 1827. Entre 1704 et 1858, approximativement 250 000 sapines distribueront plus de 12 millions de tonnes de seul charbon forézien sur tout le cours de la Loire, ses affluents en aval, et la région de Paris. Le bois utilisé pour ces bateaux provient d'abord des forêts immédiatement environnantes. Puis, celles-ci devenant clairsemées, les chantiers de construction de Vézézoux et de Jumeaux sur l'Allier vont se fournir dans la forêt de la Chaise-Dieu ou de Saint-Germain-l'Herm ; ceux de Saint-Just et de Saint-Rambert s'approvisionnent dans les forêts du Mont Pilat ou de l'ouest du Velay.

La houille d'Auvergne ou du Bourbonnais (par l'Allier) et celle du Forez (par la Loire) doivent affronter les mêmes dangers de navigation. Celle passant par l'Allier doit aussi s'acquitter des droits de passage aux péages de Pont-du-Château et de Vichy (et peut-être d'autres péages non enregistrés). Mais celle du Forez doit payer les très onéreux droits de la compagnie la Gardette sur la navigation entre Saint-Rambert et Roanne (voir plus haut le paragraphe sur les aménagements à large échelle du cours de la Loire supérieure).
Charbon en amont, vin en aval : ces deux fonds de trafic nourrissent des milliers de gens : bateliers, charretiers (pour le charbon et pour le bois), charpentiers, scieurs, etc., et tous les métiers dont ces mêmes gens ont besoin.

### Le bois
Les régions exportatrices (vers d'autres régions de France avant tout) de bois autour de la haute Loire sont le Livradois, la montagne bourbonnaise, les Bois Noirs, les monts du Forez et ceux de la Madeleine, la Margeride et le Mézenc.

Le transport du bois est plus facile par eau que par voie de terre ; si bien que les plans d'aménagement des secteurs boisés établis par les services des Eaux et Forêts aux XVIIe et XVIIIe siècles, mentionnent généralement les cours d'eau flottants les plus proches et indiquent leur distance au plus court. La Loire est donc un axe très actif de flottage du bois. Les comptes du péage de Myennes près de Cosne montrent qu'en 1613-1617 sont passés de nombreux assiégaulx (trains de radeaux de sapin en bois de sciage ou bois carré), planches ou plateaux, des échalas, du bois à fagots, et du « bois d'Inde » (?) que l'on retrouve en 1637 sous le nom de « bois du Brésil ». On voit aussi de nombreux objets élaborés en bois : des grosses (douze douzaines) de sabots, seaux, pelles... Vers  1733, en 18 mois, passent 511 trains de bois, sans compter les 22 720 000 merrains pour la tonnellerie, 47 438 planches en un an de juin 1733 à juin 1734, des cercles de futailles, et... du liège du Midi, confirmant ainsi à la fois le rôle de trait d'union de la Loire entre le sud en le nord de la France, et l'importance du commerce lié au vin. On retrouve également les mêmes objets en bois qu'un siècle auparavant, à savoir les grosses de sabots, seaux et pelles ; s'y ajoutent beaucoup de hottes, fourreaux d'épée, battoirs (à linge), échalas, bourdes, bâtons de marine, jantes de roue, parquet, huches, écopes...

Avec ces quantités de bois, il faut aussi compter le bois même des saintes-rambertes, salembardes et autres sapines construites en amont, qui sont démantelées au terme de leur voyage pour récupérer leur bois. Avec dix sapins par sapine, la seule année 1838 voit 65 000 arbres descendre du haut pays vers les charpentiers en aval. Ce sont ces sapines qui fournissent aussi en bois de chauffage de nombreuses villes en aval. La flottage « à bûches perdues » du bois de chauffage, un temps pratiquée au XVIIe siècle, sans grand succès, en plusieurs points de la haute Loire, n'a pas duré.
Les grands ports du bois sont Puy-Guillaume pour la montagne de Noirétable ou celle d'Arconsat. Pont-du-Château fournit aussi beaucoup de bois de noyer. Le Veurdre pour les forêts bourbonnaises du Tronçais ou de Champroux. Mornay envoie des cargaisons de merrain, charbon de bois et bois de marine. Roanne, Diou et Digoin desservent les forêts du Nivernais et du Forez. Les ports de Ris, Billy, Saint-Priest-Bramefans, Saint-Germain-des-Fossés et Moulins, desservent la montagne bourbonnaise.
Les trains de bois et radeaux, un trafic particulier, partent en majorité de la Motte (près de Langeac) et le Veurdre pour l'Allier, de Lanau pour l'Allagnon, de Gilly et Diou pour la Loire. Mars et avril sont les mois de pointe de ce trafic, peut-être parce que les gros chantiers de construction sont commencés en début de belle saison. Les trains comprennent souvent au moins une cabane pour loger le « conducteur de train » (nommé ainsi sur les rôles du quartier de Nevers en 1780). De même que les radeaux, ils sont parfois chargés d'autres marchandises – souvent des bois déjà travaillés. Les trains et les radeaux sont enfizelés (liés) avec des rouettes, les liens de tiges ligneuses souples (viornes ou marsaults) utilisés pour assembler les trains de bois ou les radeaux. Ces rouettes sont l'objet d'un commerce dense à proximité des forêts exploitées et de celles proches des cours d'eau flottés. À l'entrée du canal de Briare, les trains et radeaux doivent être défizelés pour être reconstruits de dimensions moindres, capables de passer en une éclusée par les portes et autres sas du canal.
Chaque ville des bas pays est dotée d'un quai, voire d'un port au bois. Dans Paris, c'est à la place de Grève qu'on le trouve. Ce commerce a perduré fort longtemps : en 1859, Gien établira encore un port au bois.
Le bois expédié est souvent grossièrement équarri pour prendre moins de place et gagner de la valeur ajoutée. Il part donc sous des formes et gabarits variés, répertoriés sous des noms techniques spécifiques. Les trains et les radeaux flottés sont composés de billes regroupées en coupons, de quarré de marine... Des bateaux transportent fagots, bois de moule ou de chauffage, planches, voliges, parquet en lames, charniers (échalas), traversins, ganivelles et cercles de futaille tous trois destinés aux tonneliers, ais variés, gournables par millions (les chevilles en chêne servant à la construction des navires)...
La région approvisionne aussi la Marine royale en bois, ce qui implique certains privilèges. Les entrepreneurs contractés pour ce faire ont droit de préemption sur les arbres, qui sont marqués « pour la marine » d'un sceau en fleur-de-lys. Ils ont aussi des facilités pour transporter le bois par attelages de bœufs jusqu'aux ports de flottage, opération pour laquelle ils bénéficient d'une escorte d'archers de la marine. Ils ont également droit de contrainte sur les mariniers pour exiger le transport de ce bois par eau au prix de taxe. Les salaires des bateliers ainsi engagés sont fixés par l'intendant de la région de production. Ces bateliers ont le droit de se fournir en rouettes dans toutes les forêts le long du cours de la Loire, moyennant leur prix courant. Moyennant quoi des trains de mâts et autres pièces en bois, flottent jusqu'au grand dépôt de l'île d'Indret près de Nantes.

### Lesbleds
Ce sont toutes les céréales panifiables. Le péage de Myennes près de Cosne en enregistre des montées (transports vers l'amont) aussi bien que des descentes. Elles circulent généralement par bateaux entiers, voire par convois. En 1761, elles constituent le deuxième poste de rentrées pour le droit de cloison au poste de la traite d'Anjou. La même année, le péage des Ponts-de-Cé enregistre paiement pour 180 000 quintaux de froment, et 250 000 en 1766.
Le transport de bleds est contraignant :
Les bateaux ainsi chargés doivent obtenir des autorisations de l'administration. 
Ils doivent aussi tenir planche pendant 24 heures dans chaque port fluvial urbain sur leur itinéraire, ceci pour permettre aux riverains de s'approvisionner. Seules des situations de première nécessité autorisent des dérogations à cette loi. En conséquence, le public de ces étapes intermédiaires forcées, tend à louer et influencer sur les cours des bleds.
De plus, plusieurs villes (Blois, Orléans et d'autres) prélèvent un droit de cétérage (1/16e de toutes les quantités de bleds vendues dans la ville).
Le transport des bleds par eau est mal vu des populations (des dignitaires aux manants), qui craignent pénurie et disette. Émeutes et pillages des bateaux chargés de bled sont fréquents, et sont marqués d'hostilité, avant (bien avant), pendant, et après la Révolution. 1792 est une année particulièrement agitée sous ce rapport. La réprobation générale est d'autant plus forte dans les provinces viticoles, qui doivent, chaque année, compléter ailleurs leurs réserves de bleds et sont provoqués par les nombreux transits de céréales.

### Le sel
Le sel servant de base pour l'impôt de la gabelle, son trafic est entièrement organisé par l’État en les personnes des fermiers généraux. De plus, il ne se fait qu'en montant. Provenant des sallorges de Guérande ou de Retz, le sel transite par les dépôts de Nantes avant de remonter sur tout le cours de la Loire. Une fois livré dans les principaux greniers à sel riverains, il est réparti dans les greniers environnants. Le trafic à Châteauneuf-sur-Loire fait ainsi une grande part au sel depuis le Moyen Âge.
La remontée du sel est à l'origine des grands travaux d'aménagement et d'entretien de la Maine et ses affluents : le premier bateau qui remonte d'Angers jusqu'au Mans après les aménagements sur la Sarthe de 1749 à 1552, transporte du sel.
Un convoi de sel de Bourgneuf a été enregistré partant du quai de la Fosse à Nantes, destiné aux greniers à sel de la Charité-sur-Loire et de Villequier. Arrivé à la Charité le 18 décembre 1744, le convoi est composé de deux étipes ou trains, chacun ayant une sentine-mère, un tirot, un sous-tirot (tous trois mâtés pour plus de vitesse), et trois allèges (simples remorques non mâtées). Il transporte 110 muids de sel (environ 132 t) en 2 640 sacs de 50 kg, ficelés, plombés et fleurdelysés. Les quinze autres enregistrements qui nous sont parvenus indiquent qu'entre 1738 et 1787 ces convois transportent habituellement de 6 t à 96 t de sel. Les voituriers et leurs aides viennent tous des bas pays.
Ce transport permet aux mariniers de ne pas remonter le fleuve à vide et donc à perte. Cet avantage indéniable est compensé par les sévères contraintes de sécurité mises en place par l’État autour de ce produit. Outre les contrôles extrêmement fréquents durant le transport, les mariniers n'ont pas le droit de relâcher, sauf cas de force majeure et ils sont alors sous sévère contrôle car la contrée est en bordure de Bretagne, le pays de Franc Salé : la ligne d'eau de la Mayenne correspond à la limite des deux régimes fiscaux. En Bretagne, le sel coûte 3 livres par minot, tandis que celui de la gabelle dans les greniers d'impôt coûte 59 livres. La région est donc quadrillée par 48 brigades sédentaires de gardes armés et 12 brigades ambulantes, soit environ 400 soldats des fermes qui traquent les faux-saulniers. Le contrôle en amont de la Loire est assuré par des brigades d'archers des gabelles équipées de pataches et de brigandins.
La surabondance des contrôles signifie qu'un convoi, parti de la pointe de Richebourg près de Nantes le 29 janvier 1785, n'arrive à la Charité que le 7 avril. Un autre convoi met deux mois et demi pour le même trajet. Un autre encore, ayant perdu un de ses bateaux sur un écueil près de Sully-sur-Loire en 1787, met un mois pour aller de Sully à la Charité. Pourtant, le transport du sel a été quelque peu normalisé au XVIIIe siècle pour tenter de faciliter l'opération. Les émeutes, et de brutales répressions, étaient encore plus courantes auparavant. Pendant quelques mois, lors de la Fronde, on vit une sorte de faux-saulnage municipal soutenu par la population, qui fit s'étendre fraude et violence sur tout le cours moyen de la Loire entre Orléans et Angers.

### Autres produits
De l'humble foin descendant des hauts pays en années de sécheresse aux objets des plus précieux, quantité et diversité marquent le transport de marchandises sur la Loire jusqu'au XVIe siècle à côté des classiques bois – charbons - vins, et souvent en même temps qu'eux. Les rares denrées à remonter la Loire sont principalement le sel de l'impôt et l'ardoise, extraite principalement sur Angers et qui est très demandée en amont.

1451, droit de boëtte pour Angers : vin, drap, cuir, merrains, fer, poisson de mer salé, plâtre, miel, ...

1500, registre de la cloison d'Angers, perçue à Ingrandes : alun, riz, garance, moules, cuivre, cire, coton, ocre, poteries, espiceries, toile, faux, ardoises…

1636, Myennes : huiles, balles de soie, toiles, oranges, citrons, chanvre, couteaux, fromage, fagots, savon, papier...
Pierre, livres, faïence, verre, sucre, fruits (frais ou cuits), confitures, marrons, noix, à l'occasion eaux minérales, osier, foin et même le fumier sont transportés localement.

Les pommes de terre sont notées pour la première fois en 1780 en Touraine.

La faïence de Nevers est très prisée dans les bas pays vers lesquels elle descend par toues entières. Les grès de la Puisaye et du Berry, moins chers, sont chargés en bien plus grosses quantités sur des flûtes de Bourgogne à Neuvy, surnommée « Neuvy-les-Pots » à cause de ce commerce intense de poterie.

En basse Loire, à côté du charbon, on trouve aussi les farines qui accompagnent les bois, vins et fèves d'Anjou, de la chaux, des eaux-de-vie.

Sur le Cher, on trouve en baissant les vins, la guède ou pastel, les pierres à fusil, les tuiles, l'ocre, la pierre de Ménard (Maine-et-Loire) et de Bourré (Loir-et-Cher), des pavés de la carrière de grès près de Vierzon, du merrain et des fers. En montant, ce sont le sel et l'ardoise.

La Maine voit le sel et l'ardoise toujours en montant, et en baissant ce sont les meules de moulin, plâtre, pierre, tuffeau, ardoise, résine, bouteilles, fer berrichon et houille.

L’État transporte ses soldats et centralise les impôts (la taille) par le fleuve. En 1577, les boulets et canons destinés au siège d'Ambert empruntent la Loire et l'Allier de La Charité à Maringues.
Citrons, raisins secs, oranges, dattes, amandes, grenades, huile d'olive, anchois en baril, remontent du sud par le Rhône jusqu'aux ports d'entrepôt de Roanne ou de Maringues. Les savons aussi, qui abandonneront cette voie au XVIIIe siècle.
Le métal fait l'objet d'un commerce très important, et le développement de la métallurgie sur Saint-Étienne, dans le Forez, le Berry et le Nivernais, est entièrement dû à l'utilisation accrue de la Loire comme moyen de transport. Fer brut en verges ou en gueuzes, acier en ballons d'un quintal, quincaillerie, coutellerie, taillanderie, armes blanches et à feu, ancres de marine, chaînes, chaudrons, marmites...tout y passe. En 1676-1678, le péage de Blois enregistre le passage de nombre de « pièces de petite et grosse forge » et de « fers de fenderie » sous de multiples formes. En 1733, la douane de Myennes contrôle 295 t de quincaille, fers et aciers.
Les principaux produits à se diriger sur Paris sont le bois, le charbon, le vin, les artefacts métallurgiques, et les pommes. Au XIXe siècle, curieusement, vont se joindre à ce trafic vers Paris de grosses quantités de pouzzolane en barriques arrivant des volcans d'Auvergne, et le préfet de la Seine Chabrol, auvergnat d'origine, passe d'énormes commandes de pierre de Volvic travaillée pour la construction de fontaines et de bordures de trottoirs à Paris.

Les vins bon marché du blésois et d'une grande partie de l'orléanais, et les vinaigres d'Orléans, ne vont que jusqu'à Combleux par la Loire : ils remontent ensuite vers Paris par le canal d'Orléans. Là, ils rencontrent le bois de la forêt d'Orléans en chemin vers Paris aussi.
La Loire sert aussi pour des transports extraordinaires. En 1696, les meubles du château de Blois remontent à Paris par la Loire et le canal de Briare. En 1721-1722, c'est la collection de tableaux du Régent qui remonte de Nantes jusqu'à Briare, venant d'Italie par le canal du midi puis la mer de Bordeaux à Nantes. En messidor An V (juin-juillet 1797), des monuments prises de guerre de la campagne d'Italie du Directoire, ayant remonté le Rhône, descendent la Loire depuis Roanne en direction de Paris par le canal de Briare. En 1802, c'est le grand orgue de l'abbaye de Saint-Benoit-sur-Loire qui voyage par la Loire jusqu'à la cathédrale Sainte-Croix à Orléans.
Au fur et à mesure que l'état des routes s'améliore à partir du XVIIIe siècle, la dominance des pondéreux dans le volume de trafic s'affirme avec le charbon de bois, la houille, les bois de charpente et de chauffage, les ardoises d'Anjou, et la pierre. La pierre est celle d'Apremont près du Bec d'Allier, ou le tuffeau de Montsoreau, « pierre noire d'Auvergne ».

Dans cette diminution générale du trafic, le XVIIIe siècle note une remarquable recrudescence du transport de sucre non raffiné, moscouades ou cassonades, remontant de Nantes où ils arrivent des « Isles » pour être livrés aux raffineries de Saumur, d'Angers et surtout d'Orléans le premier centre sucrier français (Orléans connaît encore de nos jours des dynasties industrielles fondées sur le raffinement du sucre, comme la famille Tassin depuis le XVe siècle) : 1 300 t/an en moyenne vers 1700, 4 000 t en 1714 avec le retour à la paix, 5 000 t en 1766 et approximativement 10 000 t/an à la fin de l'Ancien Régime.

Le chanvre est parmi les premières marchandises à délaisser le fleuve pour la route : très léger, il donne facilement prise au vent ; il est difficile de le protéger de la pluie, aussi arrive-t-il souvent pourri ou avarié. Le fromage également, qui n'est transportable que d'octobre à décembre : trop chaud, il tourne, trop froid il gèle et n'est plus débitable en tranches donc plus vendable. Les tissus, indiennes, soieries, étamines, draperie, toilerie, futaines, se raréfient également. 
L'huile de noix maintient sa présence ainsi que le suif, de petites quantités de métaux comme l'étain, le cuivre, le plomb, occasionnellement des produits chimiques (soude, couperose, céruse), le poisson  sec ou salé (morue, maquereau, hareng) en barils, les huitres, les pommes d'Auvergne à destination de Paris par le port de Thomery après le canal de Briare (mais jamais avant novembre afin qu'elles aient déjà « sué » ce qui permet de trier les fruits gâtés et de préserver les fruits sains de la pourriture).

## Les taxes, droits de passage, douanes et autres prélèvements
La Loire est « la rivière la plus surchargée de taxes », dont le coût est souvent sans aucune mesure avec le service rendu – si service il y a : en effet les meuniers et propriétaires de barrages sont généralement lents à ouvrir leurs pertuis et certains vont jusqu'à se faire acheter l'eau.
Bien souvent la législation supporte le parasitisme gras des propriétaires[non neutre], comme le montre l'exemple suivant :

Dans le Canal de Briare, de nombreux mariniers chargent leur bateau de façon excessive. Le 2 juin 1739 déjà, des plaintes sont portées devant le siège de justice au sujet de bateaux chargés de bois ayant 28 à 30 pouces de tenue (en été), qui retardent la marche des autres. Par arrêt du Conseil du 2 juin 1739, la tenue autorisée est de 32 pouces entre avril et octobre et de 24 pouces entre octobre et avril. Cependant les abus continuent. Par règlement du 18 mai 1752, le tribunal ordonne que désormais il sera payé :
« … 10 livres d'augmentation de droits par pouce pour toute l'étendue du canal et à proportion. Il sera payé par bateau vide remontant de Montargis, les sept écluses, 10 livres; le port de Rogny, 8 livres; celui de Châtillon, 6 livres; le grand bief et port de Montcresson, 5 livres; les autres endroits en dessous, en proportion. »

Clairement cette légifération n'a aucunement l'intention de régler les problèmes des mariniers quant à la rapidité de la circulation sur le canal, mais d'augmenter les dividendes des actionnaires du canal. Elle est un des multiples exemples du processus de sur-tarification qu'adoptent les compagnies et autres propriétaires, soutenues en ce sens par les institutions. Ce phénomène concerne la majorité des divers péages sur la Loire, instaurés par droit de seigneur, d'état, de syndicat, ou de propriété particulière. Cette sur-tarification empêcha la densité de navigation sur le bassin de la Loire, d'atteindre le plein potentiel économique auquel le réseau de ce fleuve pouvait lui faire prétendre. À noter que les dividendes annuels du Canal de Briare pour chaque part de 30 000 livres investies, pour la période entre 1647 et 1683, sont de 144 000 livres. 
Canal d'Orléans, canal latéral à la Loire, fin de l'influence de la galerne, position centrale dans le pays : Orléans devient une plaque tournante de la navigation fluviale. Le duc d'Orléans lui aussi abuse de cette position privilégiée et gonfle les prix pour l'usage du Canal d'Orléans, ce qui lui assure ainsi en deuxième moitié du XVIIIe siècle un revenu annuel net estimé entre 145 000 et 160 000 livres.
À côté de ce parasitisme[non neutre] privé, l'État n'est pas en reste. Les droits de douane d'Ingrandes sont perçus au double titre de la cloison d'Angers et du trépas de Loire. Ils sont si élevés qu'ils rendent prohibitif le transport jusqu'à Paris du gris-meunier et autres vins bon marché
D'autre part ils sont basés sur la quantité, non la qualité (et donc le prix de la marchandise). C'est cette raison qui a poussé Tourangeaux et Angevins à produire des vins d'excellence dont le prix de vente pouvait supporter ces prélèvements – peut-être la seule conséquence positive de l'avarice concernée. Ingrandes devient ainsi la limite entre les vins de qualité à l'est en amont, et la pinasse[non neutre] des pays nantais à l'ouest en aval.
Droit de boëtte de la Communauté des marchands fréquentants
La « Communauté des marchands fréquentants la rivière de Loire et fleuves descendant en ycelle » lève un droit de boëtte en trois points du fleuve : La Charité-sur-Loire, Saumur (boëtte d'Anjou) et Nantes. Les fonds servent en premier lieu au nettoyage et au balisage printanier (en début de saison de navigation) du lit mineur de la Loire, et à l'entretien de tous les éléments servant à la navigation ; ce qui comprend aussi les hausserées (chemins de halage) et inclut les affluents navigables. 
En plus des tâches courantes de nettoyage sur toutes rivières (fauchages d'herbes aquatiques, dégagements de troncs d'arbres et autres), il s'agit aussi de retirer tous les bâtons de marine perdus par les mariniers, les pieux perdus des filets de pêcheurs, et généralement tout ce qui entrave la circulation des bateaux – ce qui ne va pas toujours sans opposition de la part des riverains et surtout des seigneurs locaux.
La navigue sur la Maine
Pour financer les travaux d'entretien sur la Maine, un droit de navigation appelé la navigue, portant sur le seul vin transporté, de 15 sols par bateau, était perçu dans des bureaux à Laval, Château-Gontier, Nuillé et Angers. Les marchands voituriers d'Angers contribuèrent à l'entretien du réseau essentiel pour le transport des vins et des sels, et obtinrent des visites périodiques des travaux par des experts.

Péage de la compagnie La Gardette en amont de Roanne
La compagnie La Gardette, titulaire de la concession d'aménagement de la section de Loire entre Saint-Rambert et Roanne, perçoit à partir de 1702 un droit (très élevé) de 13 sols 4 deniers par pied de longueur pour tout bateau chargé de charbon. En 1746 ce droit devient de 40 livres par sainte-ramberte de 16 toises de long.   
Péages en de très nombreux endroits
Pont-du-Château (le port de Clermont-Ferrand), Vichy, Angers, …
Droit de passage pour le bois à Roanne
il lui est reproché de faire du tort à l'exploitation de diverses forêts entre Loire et Allier ;   
Droit de cétérage à Blois, Orléans et dans d'autres villes
Le fermier des domaines de Blois prélève 1/16e de toutes les quantités de bleds vendues dans la ville, aussi bien sur le port que dans les halles, marchés et greniers privés. C'est l'état, et non la ville, qui perçoit ce droit. En 1693, l'intendant d'Orléans suspend le cétérage dans l'espoir d'alléger la disette régnant cette année-là. Cinq ans après, en 1698, la ville d'Orléans rachète le droit et le supprime.   
À côté de tous ces prélèvements directs, il y a aussi des charges déguisées. Sur le canal de Briare par exemple, la compagnie du canal et des entrepreneurs privés se sont équipés de bateaux péniches sous-dimensionnés que les voituriers par eau doivent utiliser moyennant un paiement en sus du prix du passage.

Entre 1815 et 1820, une moyenne annuelle de 2 076 bateaux ont utilisé le canal de Briare.

#### Ouvrages et articles historiques
- François Billacois, « La batellerie de la Loire au XVIIe siècle », dans Revue d'histoire moderne et contemporaine, juillet-août 1964, tome 11, p. 163-190.
- François Billacois, « Un indicateur du commerce intérieur au début du XVIIe siècle : le péage de Myennes, 1614-1617 », dans Revue d'histoire moderne et contemporaine, no41-1, janvier-mars 1994, p. 101-120.
- Guy Blanchard et Henri Nochez, La Loire forézienne : Des hommes, des bateaux, du charbon, Combleux : Loire et terroirs, 2002.
- Guy Blanchard et Henri Nochez, Des sapines foréziennes à la Royale et au-delà, un siècle de commerce sur la Loire, St Bonnet-les-Oules : Musée de la Ferme forézienne, 2009.
- Emmanuel Brouard, « La navigation en Loire au XVIIIe siècle vue à travers les procès-verbaux d’avaries », Annales de Bretagne et des Pays de l'Ouest, n°112-3, 2005, p. 37-69.
- Emmanuel Brouard, « Quel commerce fluvial en Loire angevine au XVIIIe siècle ? Nantes et son arrière-pays ligérien », Annales de Bretagne et des Pays de l'Ouest, n°123-1, 2016, p. 113-156. lire en ligne
- Paul Chaussard, La marine de Loire, Roanne-Le Coteau, Horvath, 1980.
- Roger Dion, Histoire des levées de la Loire, Paris, 1961.
- Henriette Dussourd, Les Hommes de la Loire, Paris, Berger-Levrault, 1985.
- Jeanne et Camille Fraysse, Vie quotidienne au temps de la marine de Loire, Cholet, Farré et Fils, 1978 [1ère édition : 1972].
- Jean Lavigne, La batellerie de Loire haute du Gerbier de Jonc au Roannais, 1702-1764, L'Etrat : Actes graphiques, 2017.
- Philippe Mantellier, Histoire de la communauté des marchands fréquentant la rivière de Loire, Orléans, Mémoires de la Société archéologique et historique de l'Orléanais, tomes VII, VIII et X, 1867-1869.
- Monique Merlet, « Le péage de la Cloison d’Angers (XVe – XVIIIe siècle) » dans Positions des thèses de l’Ecole nationale des chartes, Paris, 1967, p. 85-92.
- Charles Perronin, « Les gens de rivière dans le bassin ligérien : formation, effectifs, hiérarchisation, localisation, comportements et style de vie », dans Revue d’Auvergne, tome 102, n° 513, 1988, p. 151-170.
- Françoise de Person, Les Voituriers par eau et le commerce sur la Loire à Blois au XVIIe siècle, thèse de 3e cycle de l’université de Tours, 1984.
- Françoise de Person, Bateliers sur la Loire, Chambray-lès-Tours, C.L.D., 1994.
- Françoise de Person, Bateliers contrebandiers du sel, Rennes, éd. Ouest-France, 1999.
- Françoise de Person, La Marine de Loire au XVIIIe siècle, Loire et terroirs éditions/Mission Val de Loire, Combleux/Tours, 2006.
- Jacques Poirier, Les Heures de gloire de la Marine de Loire, Corsaire.
- Abel Poitrineau, La Loire : les peuples du fleuve, Roanne-Le Coteau, Horvath, 1989.
- Abel Poitrineau, « La production du transport par eau. Sur l’exploitation économique du système ligérien », dans Cahiers d’histoires, 1989, p. 229-246.
- Abel Poitrineau, « Le voyage sur la Loire », dans L’Histoire n° 125, septembre 1989, p. 88-97.
- Abel Poitrineau, « Un fleuve au travail. La marine de Loire vue par les voyageurs et les écrivains du XVe au XIXe siècle », dans Loire-Littérature. Actes du colloque d’Angers, 26-29 mai 1988, Angers, Presses de l’université, 1989, p. 571-592.
- Abel Poitrineau, « L’économie du transport fluvial, une esquisse », dans Revue historique, n° 577, 1991, p. 105-120.
- Bruno Porlier et Jean-Pierre Simon, L'Aventure de la marine de Loire, Corsaire, 2015.
- Patrick Villiers et Annick Senotier, Une histoire de la marine de Loire, Brinon-sur-Sauldre, Grandvaux, 1996, 205 p. (ISBN 978-2-909550-11-4 et 2-909550-11-7)
- Philippe Vigier (dir.), Une histoire de la Loire, Paris, Ramsay, coll. Des fleuves et des hommes, 1986.
- Jean Chervalier, La navigation sur la Loire et l’Allier dans le département de la Haute-Loire des origines à nos jours : in Cahiers de la Haute-Loire 1983, Le Puy-en-Velay, Cahiers de la Haute-Loire, 1983

#### Archéologie fluviale et nautique
- François Beaudouin, « Les bateaux de Loire », dans Bulletin de la Société archéologique et historique de l'Orléanais, tome 6, n° 45, 1973, p. 243-247.
- François Beaudouin, Batelleries et bateaux du bassin de la Loire : la marine de Loire et son chaland. Cahiers du musée de la batellerie, n° 12, juin 1984.
- François Beaudouin, « Le chaland de Loire, l’outil d’une grande civilisation fluviale », dans Chasse-Marée, n° 18, 1985, p. 30-51.
- François Beaudouin, Bateaux des fleuves de France, Douarnenez, L’Estran, 1985.
- François Beaudouin, « Bachots, barques et futereaux de Loire », dans La Loire en revue, n° 3, 1998, p. 22-34.
- Alain Bouthier (dir.), Archéologie fluviale de la Loire et de ses affluents, Grandvaux, Brinon-sur-Sauldre, 1998.
- Eric Cabanas, Philippe Cayla et Guy Secco, « Bateaux de Loire », dans 303, n° 32, 1992, p. 110-129.
- Christophe Méon, Construire sa toue cabanée, Corsaire.
- Eric Rieth, Des bateaux et des fleuves, Paris, Errance, 1998.
- Virginie Serna (dir.), La Loire dessus dessous. Archéologie d'un fleuve de l'âge du bronze à nos jours, éd. Faton, Dijon, 2010.

#### Ouvrages de fiction
- Serge Aillery et JL Hiettre, Le Grand fleuve (4 volumes parus), Editions Paquet.
- François Angevin, Contes et récits des Bords de Loire, Corsaire.
- Rémy Beaurieux, Cailloute, Corsaire.
- Jacques Jouanneau, Rougeux, Passeur de Loire, Corsaire.
- Jacques Jouanneau, Prodiges de Loire, Corsaire.
- Annick Senotier, Le Vent de galerne sur la Loire, Corsaire.
- Annick Senotier, Le Vent de galerne ne souffle plus, Corsaire.
- Jean-Pierre Simon, La Vouivre de Loire, Corsaire.
- Jean-Pierre Simon, La Vouivre Noire, Corsaire.
- Jean-Pierre Simon, Des images pour la Vouivre, Corsaire.